# Občina Sežana
Občina Sežana je jednou z 212 občin ve Slovinsku. Nachází se v Pobřežně-krasovém regionu na území historického Přímoří. Občinu tvoří 64 sídel, její rozloha je 217,4 km² a k 1. lednu 2017 zde žilo 13 236 obyvatel. Správním střediskem občiny je město Sežana.

## Členění občiny
Občina se dělí na sídla: Avber, Bogo, Brestovica pri Povirju, Brje pri Koprivi, Dane pri Sežani, Dobravlje, Dol pri Vogljah, Dolenje, Dutovlje, Filipčje Brdo, Godnje, Gorenje pri Divači, Gradišče pri Štjaku, Gradnje, Grahovo Brdo, Griže, Hribi, Jakovce, Kazlje, Kopriva, Kosovelje, Krajna vas, Kregolišče, Kreplje, Križ, Krtinovica, Lipica, Lokev, Mahniči, Majcni, Merče, Nova vas, Orlek, Plešivica, Pliskovica, Podbreže, Poljane pri Štjaku, Ponikve, Povir, Prelože pri Lokvi, Pristava, Raša, Ravnje, Razguri, Sela, Selo, Senadolice, Sežana, Skopo, Stomaž, Šepulje, Šmarje pri Sežani, Štjak, Štorje, Tabor, Tomaj, Tublje pri Komnu, Utovlje, Veliki Dol, Veliko Polje, Voglje, Vrabče, Vrhovlje, Žirje.